# T20中型戰車
T20中型戰車（英語：T20 Medium Tank）是美國於第二次世界大戰期間所研製的一款的中戰車，計畫用於取代M4雪曼戰車。T20在經過長期發展後，衍生出M27中型坦克，並以這些開發基礎，最終發展出M26潘興坦克。

## 設計與發展歷史
在M4雪曼坦克進入標準化量產後，美軍軍備局便幾乎立刻投入下一代中戰車的研發。當時軍備局已經開始研製T14突擊坦克。新的研發計畫於1942年5月25日展開，最初的研發代號為M4X。軍備局當時研發出了三款不同的改進中型戰車的原型，分別是T20，T22及T23。三款戰車的主要差別在於傳動系統的不同。T20使用了液力變矩器，T22使用了一款與M4戰車傳動系統相似的5段變速機械傳動系統，而T23則使用了電動系統。三款戰車的傳動系統都被移往車體後方，省去了傳動軸與車體同長的困擾。M3及M4戰車即是因為傳動軸與車體同長，導致砲塔必須被安裝於更高的位置，從而加高了車體高度。
在每一種原型車系列中，不同的懸吊系統與武器裝備都被一一試驗過。舉例來說，T20採用了一種早期的水平螺旋彈簧懸吊系統（HVSS），這種懸吊系統稍後也被應用在M4A3型雪曼戰車上。而後來發展出來的T20E3則使用了扭力棒懸吊裝置。

## T20系列

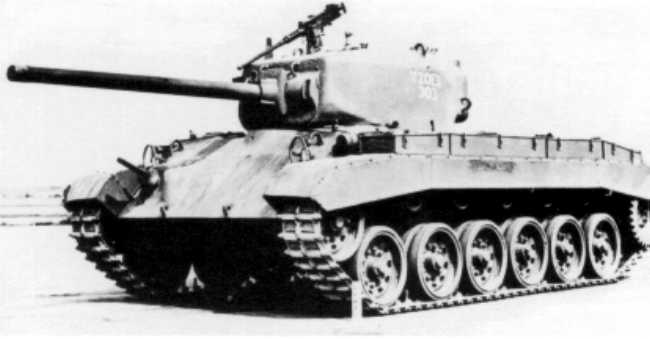
以扭力棒懸吊系統取代T20的水平螺旋彈簧懸吊系統的T20E3。

T20: 最初的原型車，使用福特GAN V8引擎、液力變矩器、液壓傳動系統與水平螺旋彈簧懸吊系統，武裝為一門76毫米M1戰車炮。
T20E1: 裝有一門75毫米自動裝彈主炮，使用水平螺旋彈簧懸吊系統。這個改型後來被取消，已生產的砲塔被用在T22E1上。
T20E2: 使用扭力棒懸吊裝置的版本，裝有一門3英吋主炮，其後被改為T20E3。
T20E3: T20E2的改型，武裝被更換為一門76毫米主炮。
上述所有的原型車中，只有T20和T20E3有被建造完成，其中T20E3是自T20E2原型車改良而來的。T20系列戰車被認為是一個不成功的研發計畫，傳動系統嚴重漏油及過熱的情況始終得不到解決。

## T22系列
T22系列戰車都使用了與T20相同的福特GAN V8引擎及M4戰車型式的機械傳動系統。
T22: 使用水平螺旋彈簧懸吊系統，主炮為一門76毫米戰車炮。
T22E1: 使用水平螺旋彈簧懸吊系統，裝有一門75毫米自動裝彈主炮。
只有一輛T22被製造出來。T22E1是T22的改型，它安裝了原先製造給T20E1使用的砲塔。使用扭力棒懸吊裝置及3英吋主炮的T22E2始終沒有被製造出來。改造M4雪曼戰車傳動系統的計畫被證明太過麻煩，因此T22計畫最終被取消。研發期間，75毫米自動裝彈主炮曾被實地測試，結果表明該主炮最快可以達到每分鐘20發的射速，然而該炮依然在1944年12月被放棄使用，原因是它不太可靠，而且當時發展大口徑主炮已成為優先目標。

## T23系列

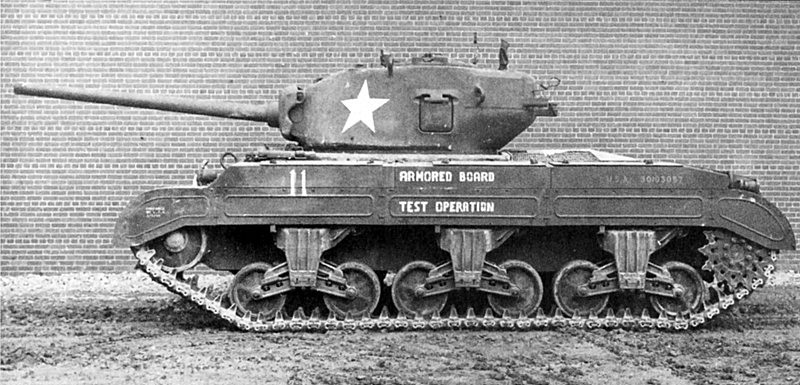
裝有垂直螺旋彈簧懸吊系統的T23。

T23系列同樣使用福特GAN V8引擎，並安裝電動傳動系統。
T23: 裝有一門76毫米主炮，使用垂直螺旋彈簧懸吊系統。
T23E3: 裝有一門76毫米主炮，並使用扭力棒懸吊系統。
如同T20及T22系列，T23計畫安裝75毫米自動裝彈主炮及3英吋主炮的版本從來沒有被製造過。即便如此，T23事實上是整個T20研發計畫裡第一款被完成設計並建造的戰車，並擁有相當優秀的機動性。美國政府於1943年5月訂購250輛T23時，並將該次採購歸類為「有限採購」，因此T23從來沒有進入標準化量產作業，也從來沒有發配給第一線部隊使用。生產型號使用了T80戰車的砲塔，後來也成為M4戰車的改造依據。T23未進入美軍服役的部分原因是它的傳動系統並未經過測試。除此之外糟糕的重量配置及過重的地面壓力也都是問題。為了解決這些問題，T23衍生出了另外兩個改型：採用扭力棒懸吊系統的T23E3，及使用垂直螺旋彈簧懸吊系統的T23E4。T23E4在設計完成前計畫就被取消了，但是仍有一輛原型車被製造出來，而且扭力棒懸吊系統的地面壓力被發現比T23少20%。

## T21輕型戰車
嚴格來說，T21輕型戰車並不是T20系列戰車之一，但它與T20有著相當高的關聯。T21戰車原先是被提出來取代M3/M5斯圖亞特戰車的方案。它的最初設計是要使用T20戰車的機械構造，但裝甲減至30毫米，並安裝一門76毫米主炮，總重約24頓。然而因為它被認為太重，不適合歸類為輕戰車，計畫因此暫時擱置。最終T21計畫被T24計畫取代，而該計畫進入標準化量產後即成為日後的M24霞飛坦克。

## M27中型戰車
裝備了76毫米主炮及扭力棒懸吊系統，並擁有低矮車身，T20E3與T23E3的性能大約等同於裝備85釐米主炮的蘇聯T-34戰車及後期型的德國四號戰車。由於M4雪曼戰車漸趨過時，美軍軍備局在1943年7月時要求將T23E3與T20E3戰車標準化為M27及M27B1戰車並投入生產。然而這項要求被否決，因此沒有任何一個型號進入大規模生產。
否決原因主要是因為陸軍地面部隊司令部（英語：Army Ground Forces Command, AGF）並不認為M4戰車已經過時。他們的理由是雪曼戰車在北非及義大利戰役中的表現都相當出色，因此沒有替換的急迫必要。美軍這時已經遭遇到了德軍的虎式坦克與豹式戰車，但數量不多，而且陸軍地面部隊並不認為這兩種戰車會大量出現在戰場上。因此美國陸軍認為沒有必要中斷M4戰車的生產線去生產一種他們不需要的坦克。
再加上計畫中的M27將會安裝一門76毫米主炮；這樣的武裝遭到陸軍地面部隊反對，理由是他們認為這將鼓勵坦克組員跟蹤他們的敵人，而不是與之正面對決，這與美軍裝甲部隊的教條有所牴觸。而且現役的75毫米M3戰車炮所發射的反戰車高爆彈要比76毫米主炮發射的高爆彈來的有效許多。76毫米炮及90毫米炮被廣泛地安裝在驅逐戰車上，然而美軍坦克無法永遠避免與德軍坦克正面交戰，而75毫米M3戰車炮無法有效擊穿敵軍戰車的缺點在這樣的情況下便暴露無遺，嚴重影響美軍裝甲部隊在整場戰爭中的作戰效能。

## 後續發展
M27中型坦克的量產計畫被否決後，美軍軍備局持續研發新型戰車，並計畫安裝90毫米主炮。新的發展計畫最終研發出了T25系列—基本上就是T23戰車的放大版本—以及更大、防護更完善的T26。T26後來又發展為T26E3，最終以M26潘興坦克的名稱進入生產線，並在二戰末期進入軍隊中服役。

## 註記
1. ↑  Peter Chamberlain, Chris Ellis British And American Tank of World War Two p149

## 外部連結
- World War II Vehicles